# Zapoteca mollis
Zapoteca mollis là một loài thực vật có hoa trong họ Đậu. Loài này được (Standl.) H.M.Hern. miêu tả khoa học đầu tiên.